# Tokarivka, Bilozerka
Tokarivka (în ucraineană Токарівка) este localitatea de reședință a comunei Tokarivka din raionul Bilozerka, regiunea Herson, Ucraina.

## Demografie
Componența lingvistică a localității Tokarivka
     Ucraineană (93,43%)
     Rusă (6,43%)
     Alte limbi (0,15%)
Conform recensământului din 2001, majoritatea populației localității Tokarivka era vorbitoare de ucraineană (93,43%), existând în minoritate și vorbitori de rusă (6,43%).